# Myrmarachne balinese
Myrmarachne balinese este o specie de păianjeni din genul Myrmarachne, familia Salticidae, descrisă de Prószynski, Deeleman-reinhold în anul 2010. Conform Catalogue of Life specia Myrmarachne balinese nu are subspecii cunoscute.